# 1152
Високе Середньовіччя •  Золота доба ісламу •  Реконкіста •  Хрестові походи •  Київська Русь

## Геополітична ситуація
Візантію очолює Мануїл I Комнін (до 1180). Фрідріх Барбаросса став королем Німеччини (до 1190), Людовик VII Молодий королює у Франції (до 1180).
Апеннінський півострів розділений: північ належить Священній Римській імперії, середню частину займає Папська область, більша частина півдня належить Сицилійському королівству. Деякі міста півночі: Венеція, Піза, Генуя тощо, мають статус міст-республік.
Південь Піренейського півострова в руках у маврів. Північну частину півострова займають християнські Кастилія, Леон (Астурія, Галісія), Наварра та Арагонське королівство (Арагон, Барселона). Королем Англії є Стефан Блуаський (Етьєн де Блуа, до 1154), триває громадянська війна в Англії 1135—1154. Данія розділена між Свеном III та Кнудом V (до 1157).
Ізяслав Мстиславич княжить у Києві (до 1154), Володимирко Володаревич у Галичі, Ізяслав Давидович у Чернігові, Ростислав Мстиславич у Смоленську, Юрій Довгорукий в Суздалі. Новгородська республіка фактично незалежна. У Польщі період роздробленості. На чолі королівства Угорщина стоїть Геза II (до 1162).
На Близькому сході існують держави хрестоносців: Єрусалимське королівство, Антіохійське князівство, графство Триполі. Сельджуки окупували Персію та Малу Азію, в Єгипті владу утримують Фатіміди, у Магрибі Альмохади потіснили Альморавідів, у Середній Азії правлять Караханіди та Каракитаї. Газневіди втримують частину Індії. У Китаї співіснують держава ханців, де править династія Сун, держава чжурчженів, де править династія Цзінь, та держава тангутів Західна Ся. На півдні Індії домінує Чола. В Японії триває період Хей'ан.

## Події
- Київський князь Ізяслав Мстиславич спалив твердиню Юрія Довгорукого Городець. Юрій Довгорукий разом із сіверським князем Святославом Ольговичем та половцями пішов на Чернігів, де сидів Ізяслав Давидович, і взяв його в облогу. Наближення військ Ізяслава Мстиславича змусило його відступити.
- Королем Німеччини обрано Фрідріха Барбароссу із роду Гогенштауфенів.
- Анульовано шлюб між французьким королем Людовиком VII та Елеонорою Аквітанською. З Елеонорою одружився Генріх II Плантагенет і, приєднавши її володіння до своїх, підпорядкував собі більшу частину Франції.
- Відбувся Келлський синод, що владнав організаційні питання католицької церкви в Ірландії.
- Альмохади під загрозою страти зобов'язали всіх християн Північної Африки перейти в іслам.